# 小倉町 (常滑市)
小倉町（おぐらちょう）は、愛知県常滑市の地名。

## 地理
常滑市北西部に位置する。西は大野町、北は知多市に接する。

### 河川
- 矢田川[1]
- 前山川[1]

## 歴史

### 人口の変遷
国勢調査による人口および世帯数の推移。
| 1995年（平成7年）  | 431世帯 1512人 |  |
| 2000年（平成12年） | 496世帯 1577人 |  |
| 2005年（平成17年） | 541世帯 1589人 |  |
| 2010年（平成22年） | 569世帯 1581人 |  |
| 2015年（平成27年） | 581世帯 1466人 |  |
| 2020年（令和2年）  | 632世帯 1471人 |  |

## 交通
- 愛知県道板山金山線[1]
- 西知多産業道路（国道155号）[1]

## 施設
- 小倉天神社[1]
- 時宗蓮台寺[1]
- 三光院[1]
- 浄土宗蓮生寺[1]

### WEB
1. ↑  “愛知県常滑市の町丁・字一覧”.   人口統計ラボ. 2022年3月23日閲覧。
2. 1 2  総務省統計局 (2022年2月10日). “令和2年国勢調査の調査結果(e-Stat) - 男女別人口，外国人人口及び世帯数－町丁・字等” (CSV). 2023年8月2日閲覧。
3. ↑  “愛知県常滑市の郵便番号一覧”.   日本郵便. 2022年3月22日閲覧。
4. ↑  “市外局番の一覧” (PDF).   総務省 (2022年3月1日). 2022年3月22日閲覧。
5. ↑  総務省統計局 (2014年3月28日). “平成7年国勢調査の調査結果(e-Stat) - 男女別人口及び世帯数 －町丁・字等” (CSV). 2021年7月20日閲覧。
6. ↑  総務省統計局 (2014年5月30日). “平成12年国勢調査の調査結果(e-Stat) - 男女別人口及び世帯数 －町丁・字等” (CSV). 2021年7月20日閲覧。
7. ↑  総務省統計局 (2014年6月27日). “平成17年国勢調査の調査結果(e-Stat) - 男女別人口及び世帯数 －町丁・字等” (CSV). 2021年7月21日閲覧。
8. ↑  総務省統計局 (2012年1月20日). “平成22年国勢調査の調査結果(e-Stat) - 男女別人口及び世帯数 －町丁・字等” (CSV). 2021年7月21日閲覧。
9. ↑  総務省統計局 (2017年1月27日). “平成27年国勢調査の調査結果(e-Stat) - 男女別人口及び世帯数 －町丁・字等” (CSV). 2021年7月21日閲覧。

### 書籍
1. 1 2 3 4 5 6 7 8 9 10  「角川日本地名大辞典」編纂委員会 1989, p. 1738.